# Verbandsgemeinde Westliche Börde
Die Verbandsgemeinde Westliche Börde ist eine Gebietskörperschaft im Landkreis Börde in Sachsen-Anhalt.

## Geographie
Die Verbandsgemeinde liegt am Großen Graben sowie an der Bode.

## Mitgliedsgemeinden
Die Verbandsgemeinde Westliche Börde hat folgende vier Mitgliedsgemeinden:
- Am Großen Bruch
- Ausleben
- Gröningen, Stadt
- Kroppenstedt, Stadt

## Geschichte
Die Verbandsgemeinde gründete sich am 1. Januar 2010, die Verwaltungsgemeinschaft Westliche Börde wurde damit aufgelöst. Da Verbandsgemeinden höchstens acht Mitgliedsgemeinden mit mindestens je 1.000 Einwohnern haben dürfen, wurde noch am selben Tag die Gemeinde Wulferstedt (817 Einwohner) in die Gemeinde Am Großen Bruch eingemeindet. Deren Einwohnerzahl erhöhte sich dadurch von 1.581 auf 2.398 (Stand: 31. Dezember 2008).

## Politik

### Wappen
Das Wappen wurde am 30. Mai 2012 durch den Landkreis genehmigt.
Blasonierung: „In Silber eine schwarzgefugte rote Mauer mit neun Zinnen in Spaltung mit einem blauen Wellenstab; Feld 1 und 4 eine rote Zuckerrübe, Feld 2 und 3 ein mit rotem Hammer schräggekreuzter roter Schlüssel.“
Die Verbandsgemeinde besteht aus vier Gemeindeteilen die räumlich durch das ehemalige Sumpfgebiet „Großes Bruch“ getrennt waren. Auf der einen Seite liegen die Gemeinde Am Großen Bruch und Ausleben und auf der anderen Seite die Städte Gröningen und Kroppenstedt.
Diese räumliche Trennung wird durch das blaue Wellenband in Form des „Großen Bruches“ wiedergegeben, dass den Schild ebenfalls in zwei Teile spaltet und gleichzeitig auch für den gleichnamigen Gemeindeteil steht.
Die darüber liegende Mauer mit ihren Zinnen teilt diese beiden Felder in zwei weitere, wodurch sich ein Feld für jede der vier Mitgliedsgemeinden ergibt. Sie ist aber auch als verbindendes Element über das Wellenband hinweg gelegt und symbolisiert damit die Verbandsgemeinde Westliche Börde als Verwaltungseinheit der Partnergemeinden. Ebenso steht die Mauer neben ihrem Symbolwert von Festigkeit, Einheit und Bestand, als Stadtmauer auch sinnbildlich für die beiden Städte Grönigen und Kroppenstedt als Mitgliedsgemeinden.
Als Farbgebung in Rot und Silber bzw. Rot und Weiß der sich ergebenden Schildfelder wurde bewusst die des historischen Bistums Halberstadt gewählt, zu dem alle Gemeinden der Verbandsgemeinde gehörten. Die gegensätzliche Färbung der Schildfelder und ihrer Inhalte ist dem heraldischen Grundsatz von Kontrast und Einfachheit geschuldet.
Von den Schildfiguren, in den durch die Teilung entstehenden Feldern, symbolisieren jeweils das erste und das vierte Feld die landwirtschaftlich geprägten und das zweite und dritte Feld die eher städtischen, handwerklich geprägten Gemeinde- bzw. Bevölkerungsteile.
Die silbern bzw. weiß stilisierte Zuckerrübe ist das charakteristischste landwirtschaftliche Produkt der Region überhaupt. Einerseits zeigt sie die besondere Bodengüte der Region, die mit ihren einhundert Punkten den besten Bodenrichtwert in Deutschland darstellt, andererseits ist sie das Produkt, das die Region in der Zeit der Industrialisierung mit all ihren Auswirkungen, die es auch in der Verbandsgemeinde Westliche Börde gibt (Braunkohlentagebau, Maschinenbauindustrie und Zuckerfabrikation), entscheidend geprägt hat – und macht sie damit zum Symbol der Region schlechthin.
Hingegen steht der sich mit dem Schlüssel kreuzende Hammer für den Bevölkerungsteil, der durch die vielen kleineren Handwerksbetriebe charakterisiert ist. Er ist ein Werkzeug, das in fast all diesen Betrieben Verwendung findet. Der Schlüssel ist sowohl als Sinnbild für ein Erzeugnis des Handwerks zu sehen, als auch als Ikonographie des Sitzes der Verbandsgemeinde, der Stadt Gröningen, in der typischen Form des Stadtschlüssels.
Das Wappen wurde vom Hallenser Historiker und Heraldiker Marc-Robert Wistuba entworfen.

### Flagge
Die Flagge wurde am 18. September 2012 durch den Landkreis genehmigt.
Die Flagge ist rot-weiß (1:1) gestreift (Querform: Streifen waagerecht verlaufend, Längsform: Streifen senkrecht verlaufend) und mittig mit dem Verbandsgemeindewappen belegt.

## Verkehr
Durch das Verbandsgemeindegebiet führen die Bundesstraßen 81, 245 und 246.